# Денисьево (Дзержинский)
Денисьево — одно из четырёх сёл, принадлежавших Николо-Угрешскому монастырю, образовавших впоследствии посёлок, а затем и город Дзержинский в Московской области.
Впервые, в доступных источниках, Денисьево упоминается в 1764 году, в связи с передачей деревни из собственности монастыря в ведение Коллегии экономии. В 1773 году в деревне насчитывалось 55 дворов и 345 жителей, в 1873 году открыта школа, для которой в 1912 было построено новое двухэтажное здание. В 1949 году в село проведена железная дорога и устроена железнодорожная платформа. Окончательно снято с учёта решением Московской областной думы 8 июля 1998 года. О бывшем селе в Дзержинском напоминает название улицы на его месте — Денисьевский проезд.